# Dolní Pěna
Dolní Pěna (en allemand : Niederbaumgarten) est une commune du district de Jindřichův Hradec, dans la région de Bohême-du-Sud, en Tchéquie. Sa population s'élevait à 394 habitants en 2020.

## Géographie
Dolní Pěna se trouve à 4 km au sud-sud-est du centre de Jindřichův Hradec, à 43 km à l'est-nord-est de České Budějovice et à 116 km au sud-sud-est de Prague.
La commune est limitée par Jindřichův Hradec à l'ouest et au nord, et par Horní Pěna à l'est et au sud.

## Histoire
La première mention écrite du village date de 1359.

## Source
- (cs) Cet article est partiellement ou en totalité issu de l’article de Wikipédia en tchèque intitulé « Dolní Pěna » (voir la liste des auteurs).